# Boisville-la-Saint-Père
Boisville-la-Saint-Père – miejscowość i gmina we Francji, w Regionie Centralnym, w departamencie Eure-et-Loir.
Według danych na rok 1990 gminę zamieszkiwały 652 osoby, a gęstość zaludnienia wynosiła 26 osób/km² (wśród 1842 gmin Regionu Centralnego Boisville-la-Saint-Père plasuje się na 572. miejscu pod względem liczby ludności, natomiast pod względem powierzchni na miejscu 494.). Nazwa miejscowości pochodzi od imienia św. Piotra.